# Dusebach
Der Dusebach ist ein 10,4 km langer, linker und westlicher Zufluss des Mühlenwassers in den Landkreisen Waldeck-Frankenberg und Kassel, Hessen (Deutschland).

## Verlauf
Der Dusebach, auch Duse und früher auch Dause genannt, entspringt etwas außerhalb des nordhessischen Naturparks Habichtswald etwa 3,5 km (Luftlinie) südsüdwestlich von Bühle, dem südöstlichen Stadtteil von Bad Arolsen. Seine Quelle liegt im Langen Wald rund 1,35 km (Luftlinie) nordwestlich des an der B 251 stehenden Schlosses Höhnscheid (zu Bühle). Sie befindet sich auf der Nordflanke des Opferbergs (437,3 m ü. NHN) auf rund 400 m Höhe.
Der Dusebach fließt anfangs in nordnordöstlicher Richtung durch den Langen Wald, nach etwa 1,2 km durch den aufgestauten Jeppenteich, westlich vorbei am Schierenkopf und dann durch das kleine Dorf Bühle. Von dort wendet er sich nach Einfluss in den Naturpark Habichtswald nordostwärts. Dabei verläuft er südlich vorbei am Gasterfelder Holz, einem beim Wolfhager Stadtteil Gasterfeld gelegenen Teil des Langen Walds; dort befand sich einst eine Luftwaffen-Hauptmunitionsanstalt und später der Standortübungsplatz der dort bis 2008 von der Bundeswehr genutzten Pommernkaserne. Aus dem Langen Wald ausgetreten durchfließt der Dusebach landwirtschaftlich genutztes Gelände, dabei die Wüstung Gasterfeld passierend. Nach Unterqueren der B 450 und dortigem Einmünden des rechtsseitigen Siegenbachs passiert er nördlich die Wolfhager Kernstadt.
Etwa 1,6 km (Luftlinie) unterhalb bzw. nordöstlich der Wolfhager Innenstadt mündet der Dusebach unmittelbar westlich der städtischen Kläranlage auf etwa 238 m Höhe in das von Südwesten kommende Mühlenwasser, einen südlichen Zufluss der Erpe.

## Einzugsgebiet und Zuflüsse
Der größte Zufluss des Dusebachs, dessen Einzugsgebiet 20,894 km² umfasst, ist der westlich der Wolfhager Kernstadt verlaufende und 5,5 km lange Siegenbach (4,814 km²).

## Wasserscheide
Das Quellgebiet des Dusebachs liegt auf der Diemel-Eder/Fulda/Weser-Wasserscheide, das heißt, dass sich der Dusebach, der in nordöstliche Richtung fließt, über Mühlenwasser, Erpe, Twiste und Diemel in die Weser entwässert, während der Georgengraben, der etwas weiter südwestlich von Freienhagen (zu Waldeck) entspringt, einen längeren Weg über Elbe, Eder und Fulda zur Weser macht.